# Triebel/Vogtl.
Triebel/Vogtl., Triebel/Vogtland – gmina w Niemczech, w kraju związkowym Saksonia, w okręgu administracyjnym Chemnitz, w powiecie Vogtland, wchodzi w skład wspólnoty administracyjnej Oelsnitz.

## Współpraca
Miejscowość partnerska:
- Dornum, Dolna Saksonia